# یولاند مورو
یولاند مورو (انگلیسی: Yolande Moreau؛ زادهٔ ۲۷ فوریهٔ ۱۹۵۳) کارگردان، بازیگر و فیلم‌نامه‌نویس اهل بلژیک است. وی از سال ۱۹۸۴ میلادی تا کنون مشغول فعالیت بوده‌است.
از فیلم‌ها یا برنامه‌های تلویزیونی که وی در آن نقش داشته است می‌توان به هوایی چنان پاک، در خانه، سرنوشت شگفت‌انگیز املی پولن، سرافین، من حس خوبی دارم، به گل رز خوش آمدید و آخرین معشوقه اشاره کرد.